# Szuromi Antal
Szuromi Antal, (Andornaktálya, 1943. június 21. – 2020. november 25.) válogatott labdarúgó, csatár. Vendéglátó szakember. A budapesti Gong presszó volt tulajdonosa.

## Pályafutása

### Klubcsapatban
1962 és 1975 között 312 bajnoki mérkőzésen szerepelt és 108 gólt szerzett.

### A válogatottban
1970-ben egy alkalommal szerepelt a válogatottban. Kétszeres ifjúsági válogatott (1961), 12-szeres utánpótlás válogatott (1962–66, 6 gól), kétszeres B-válogatott (1963–66), négyszeres egyéb válogatott (1972, 4 gól).

## Sikerei, díjai
- Magyar bajnokság
  - 3.: 1966
- Magyar kupa (MNK)
  - győztes: 1968

## Statisztika

### Mérkőzése a válogatottban

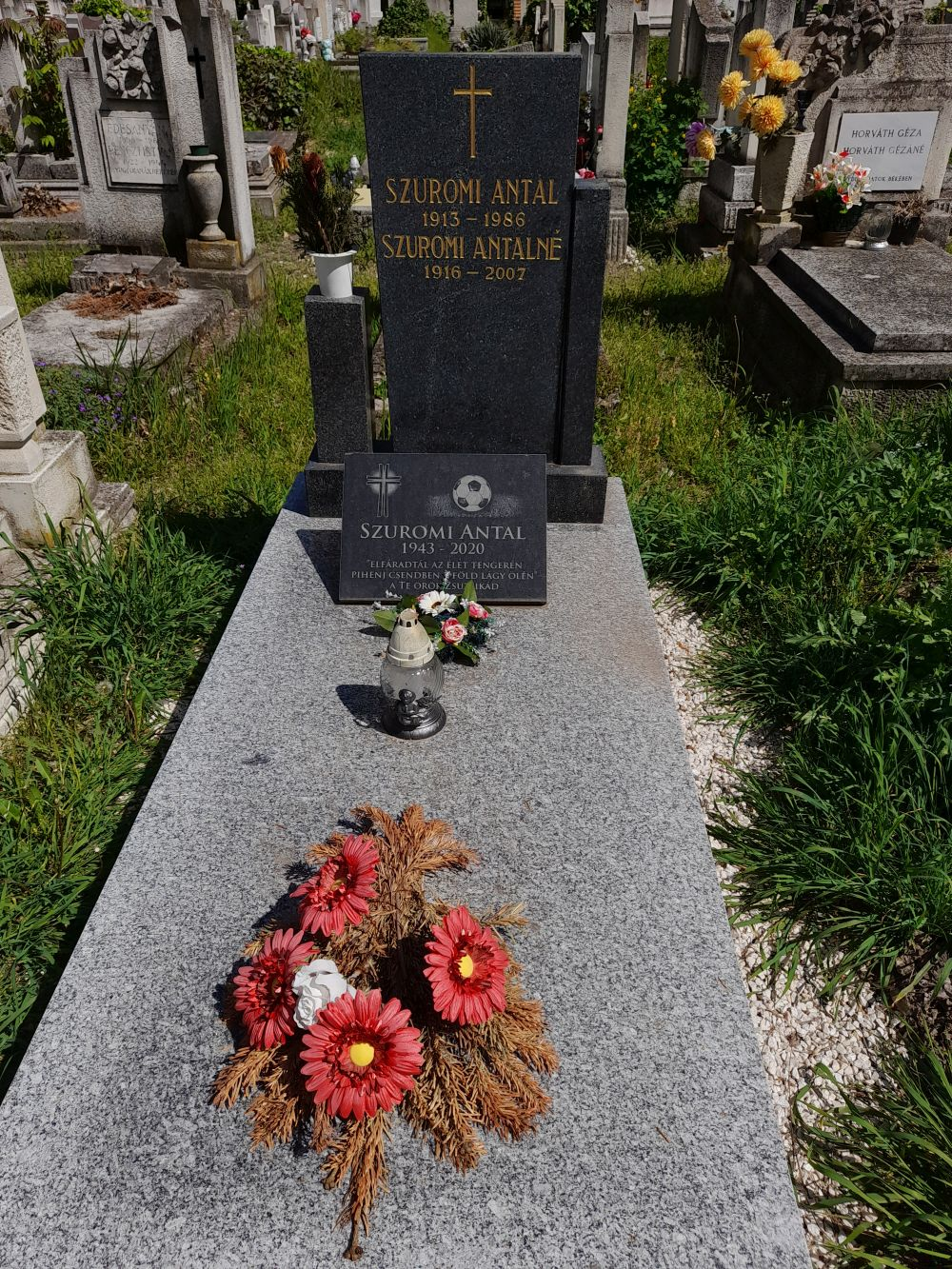
Sírja a Megyeri temetőben, 2024-ben

| Magyarország | Magyarország       | Magyarország             | Magyarország | Magyarország | Magyarország | Magyarország | Magyarország | Magyarország |
| #            | Dátum              | Helyszín                 | Hazai        | Eredmény     | Vendég       | Kiírás       | Gólok        | Esemény      |
| ------------ | ------------------ | ------------------------ | ------------ | ------------ | ------------ | ------------ | ------------ | ------------ |
| 1.           | 1970. november 15. | Bázel, St. Jakob stadion | Svájc        | 0 – 1        | Magyarország | barátságos   | -            |              |
|              | Összesen           |                          |              | 1            | mérkőzés     |              | 0            | gól          |